# Guillermo Padrés Elías
Guillermo Padrés Elías, né le 29 juin 1969 à Cananea, Sonora, est un homme politique mexicain. Il est l'actuel gouverneur de l'État mexicain de Sonora depuis le 13 septembre 2009,.

## Biographie

### Scandales de corruption et arrestation
Il était recherché par la police fédérale et Interpol pour de multiples accusations de corruption, de détournement de fonds et d'extorsion. Guillermo Padres a notamment déplacé 8,9 millions de dollars provenant de détournement de fonds vers des comptes bancaires aux États-Unis. Après plusieurs mois de fuite, il se rend aux autorités fédérales le 10 novembre 2016.